# Joan Pons

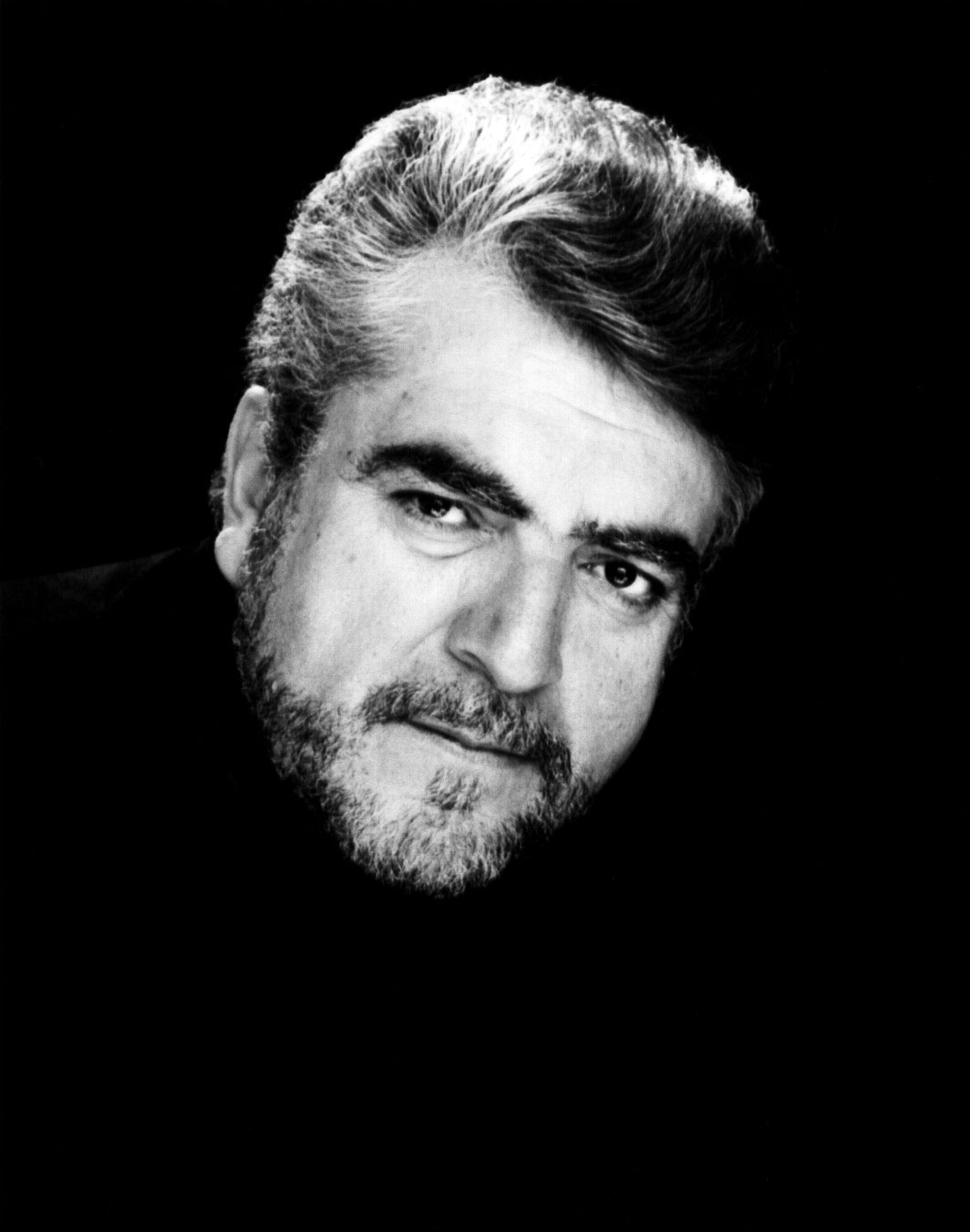
Joan Pons Álvarez

Joan Pons Álvarez (* 8. August 1946 in Ciutadella, Menorca) ist ein menorquinischer Opernsänger und weltweit renommierter Bariton.

## Leben
Pons studierte in Barcelona Gesang und erhielt im Chor des Gran Teatre del Liceu Barcelona sein erstes Engagement. Bald wurden ihm kleinere Bass-Solopartien anvertraut. 1977 entschied er sich für das Baritonfach.
Er gewann die weltweite Aufmerksamkeit im Dezember 1980, als er die La Scala Saison in Mailand mit der Titelrolle des Falstaff unter der Regie von Giorgio Strehler und der Leitung von Lorin Maazel eröffnete. Einen Monat später gab er sein ebenfalls gefeiertes Debüt als Tonio im Pagliacci in der Produktion von Franco Zeffirelli. Seitdem tritt er regelmäßig an der Mailänder Scala auf, wo er unter anderem in Tosca, La traviata, La fanciulla del West, Gianni Schicchi, Il tabarro oder Cavalleria rusticana zu hören ist. Im Laufe seiner Karriere hat Joan Pons bereits an den bekanntesten Opernbühnen der ganzen Welt gesungen.
Im Jahr 1992 trat er auch bei der Eröffnungsfeier der Olympischen Spiele in Barcelona auf, ein Ereignis, das live im Fernsehen von rund einer Milliarde Menschen weltweit gesehen wurde. Im selben Jahr nahm er an der Weltausstellung in Sevilla teil.

## Bibliografie
- Antoni Pizà, Bartomeu Amengual, Luciano Pavarotti: Bravo Joan Pons (Palma de Mallorca: Documenta Balear, 2001) ISBN 84-95694-23-9

## Ehrungen
Am 18. November 2000 erhielt er Ehrendoktorwürden von der Universität der Balearen. Am 1. Dezember 2006 wurde er zum berühmten Sohn der Stadt Ciutadella de Menorca ernannt.